# Senath (Misuri)
Senath es una ciudad ubicada en el condado de Dunklin en el estado estadounidense de Misuri. En el Censo de 2010 tenía una población de 1767 habitantes y una densidad poblacional de 354,6 personas por km².

## Geografía
Senath se encuentra ubicada en las coordenadas 36°8′2″N 90°9′41″O / 36.13389, -90.16139. Según la Oficina del Censo de los Estados Unidos, Senath tiene una superficie total de 4.98 km², de la cual 4.98 km² corresponden a tierra firme y (0%) 0 km² es agua.

## Demografía
Según el censo de 2010, había 1767 personas residiendo en Senath. La densidad de población era de 354,6 hab./km². De los 1767 habitantes, Senath estaba compuesto por el 76.74% blancos, el 1.08% eran afroamericanos, el 0.17% eran amerindios, el 0.11% eran asiáticos, el 0% eran isleños del Pacífico, el 20.71% eran de otras razas y el 1.19% pertenecían a dos o más razas. Del total de la población el 27.62% eran hispanos o latinos de cualquier raza.